# قرة غوني (خدا أفرين)
قرة غوني هي قرية في مقاطعة خدا أفرين، إيران. عدد سكان هذه القرية هو 53 في سنة 2006.